# سطح ایستابی

نمای جانبی سطح ایستابی آب زیرزمینی که بخشی از آن سطح زمین را قطع کرده است

سطح ایستابی یا سطح آب زیرزمینیبه بالاترین تراز آب زیرزمینی بر روی یک سطح مشخص در زیر زمین گفته می‌شود.
سطح ایستابی مکان هندسی نقاطی است که در آن‌ها آب زیرمینی تحت فشاری برابر با ۱ اتمسفر (برابر فشار جو) است. یعنی فشار نسبی آب در سطح ایستابی ۰ است.
معمولاً سطح آب زیرزمینی را برابر با سطح آب بالا آمده در چاه‌های مشبک حفر شده در آب زیرزمینی سطحی منطقه در نظر می‌گیرند. البته سطح ایستابی لزوماً با سطح آب درون چاه‌های عمیق برابر نیست.
سطح ایستابی در رابطه با آب زیرزمینی دارای برخی شرایط به شرح زیر می‌باشد:
هرگاه در منطقه‌ای آب زیرزمینی جریان نداشته باشد، سطح ایستابی بدون شیب و اصطلاحاً تخت (به انگلیسی: flat) می‌باشد؛ بنابراین می‌توان گفت اگر در منطقه‌ای سطح ایستابی شیبدار باشد، در آن منطقه آب زیرزمینی جریان دارد.
سطح ایستابی معمولاً به همان شکل توپوگرافی سطح زمین می‌باشد.
به‌طور معمول شیب سطح ایستابی از مناطق با شیب بیشتر در سطح زمین به سمت مناطق پست‌تر می‌باشد.
دو روش معمول برای تشخیص سطح ایستابی آب زیرزمینی وجود دارد:
1. استفاده از چاهک‌های مشاهده‌ای (به انگلیسی: observation well)
2. استفاده از پیزومتر (به انگلیسی: piezometer)[۴]

## کاربرد سطح ایستابی
رسم خطوط هم‌پتانسیل: با استفاده از اطلاعات مربوط به سطح ایستابی یک سفره آب زیرزمینی، می‌توان خطوط هم‌پتانسیل آب زیرزمینی و در نتیجه نقشه هم‌پتانسیل (به انگلیسی: isopotential map) سفره آب زیرزمینی را رسم نمود.
برای این کار می‌بایست سطح ایستابی در نقاط مختلفی از سفره آب زیرزمینی سنجیده شود. محل و تعداد این نقاط بر اساس استانداردهای موجود تعیین می‌شود.
رسم خطوط هم‌عمق: با استفاده از اطلاعات مربوط به سطح ایستابی یک سفره آب زیرزمینی، می‌توان خطوط هم‌عمق آب زیرزمینی را رسم نمود. از خطوط هم‌عمق آب زیرزمینی برای مواردی چون تعیین عمق مناسب برای حفر چاه، تعیین مناطق کم عمق، بررسی وضعیت منطقه توسعه ریشه گیاهان و موارد دیگر استفاده می‌شود.